# Komarča
Komarča je oblast strmého skalního štítu východně od Bohinjského jezera nad vodopádem Savica. Tyčí se v nadmořské výšce 700 až 1300 m.

## Přístup
Trasa přes Komarču je známá jako jeden z nejrychlejších přístupů do vrchoviny Triglavského národního parku. Výchozím bodem této stezky je Koča pri Savici, odkud je to pro horolezce asi 1,5 hodiny chůze k Črnemu jezeru (1319 m n. m.), nejníže položenému v Dolině Sedmi Triglavských jezer.

## Historie
Kvůli rozsáhlému požáru v roce 2003 byla trasa pro horolezce na dlouhou dobu uzavřena.